# Association française des interprètes et traducteurs en langue des signes
L'Association française des interprètes et traducteurs en langue des signes (AFILS) est une association composée d'interprètes et de traducteurs de la langue des signes française-Français. Elle est créée en 1978 par Christiane Fournier. Elle est affilée à l'European Forum of Sign Language Interpreters (EFSLI) depuis 1995 et à World Association of Sign Langage Interpreters (WASLI) depuis 2009.